# アレクシス・ワイセンベルク
アレクシス・ジギスムント・ワイセンベルク（ブルガリア語: Алексис Вайсенберг, 1929年7月26日 - 2012年1月8日）は、ブルガリアのソフィア出身のユダヤ人ピアニスト。めざましいテクニックとスタイリッシュなフォルムで人気を博し、1966年の復帰後はカラヤンと共演を続けた。

## 経歴
幼い頃から作曲家のパンチョ・ヴラディゲロフに作曲とピアノを学び、ピアニストとしてのデビューは14歳の時であった。第二次世界大戦中は収容所に入れられ苦難の日々を送るが、イギリス委任統治領パレスチナを経てアメリカに逃れる。
その後、1946年にニューヨークのジュリアード音楽院に入学。オルガ・サマロフ、ワンダ・ランドフスカ、そしてアルトゥル・シュナーベルの指導を受け、卒業した時にはワイセンベルクは各国から招かれるほど有名になっていた。1947年にレーヴェントリット国際コンクールで優勝、同年にジョージ・セル指揮のニューヨーク・フィルハーモニックと共演してデビューした。
その後1957年に「自分の音楽を鍛えなおす」として演奏活動から身を引き隠遁生活を送る。1966年、パリでのリサイタルで演奏活動に復帰し、ベルリン・フィルハーモニー管弦楽団のシーズン初日に登場するが、この復帰を全面的にバックアップしたのがヘルベルト・フォン・カラヤンであった。2人の親しい関係は続き、ピョートル・チャイコフスキーのピアノ協奏曲第1番、セルゲイ・ラフマニノフのピアノ協奏曲第2番、セザール・フランクの交響的変奏曲など次々に録音。さらにルートヴィヒ・ヴァン・ベートーヴェンのピアノ協奏曲全集を完成。カラヤンはこの頃円熟期を迎え、完全主義的なカラヤン美学の投影ともいえるソリストとオーケストラの関係が緊密になった演奏を目指していたが、ワイセンベルクもその一人だった。以降、コンサート、レコーディングを精力的に行い、一流ピアニストとしての地位を不動にした。
1972年、28年ぶりに祖国ブルガリアに帰国。政府からキリル・イ・メソディ賞を授与され、1975年に名誉市民権を与えられた。
2012年1月8日、スイス連邦のティチーノ州ルガーノにて長期間の闘病生活の末に死去した。82歳没。
ジャズに関心を持つという一面も持ち、シャルル・トレネの「ブン!」などの歌の編曲や、自作曲『ジャズの形式によるソナタ』などを残している。これらのピアノ曲はマルカンドレ・アムランが録音している。